# Michael Raucheisen
Michael Raucheisen (* 10. Februar 1889 in Rain; † 27. Mai 1984 in Beatenberg) war ein deutscher Pianist und Klavierbegleiter.

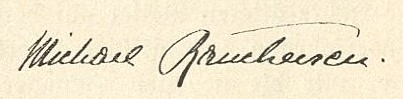
Signatur (1938)

## Leben
Michael Raucheisens Vater war hauptberuflich Glasermeister und wirkte als Organist, Kirchenchorleiter und Musikpädagoge. Er unterrichtete seinen Sohn ab 1895 im Klavierspiel; um ihm eine fundierte musikalische Ausbildung zu ermöglichen, zog die Familie 1902 nach München.
Michael Raucheisen besuchte das Münchner Wilhelmsgymnasium und studierte von 1903 bis 1906 sowie von 1909 bis 1912 an der Akademie der Tonkunst bei Hans Bußmeyer (Klavier), Felix Mottl und Ludwig Thuille (Dirigieren) sowie bei Ludwig Felix Maier (Orgel). Bereits 1906 spielte er als Geiger im Orchester der Hofoper und des Prinzregententheaters, war Bratschist im Münchner Wilhelm Sieben-Streichquartett und wirkte als stellvertretender Organist an der Kirche St. Michael. 1912 begründete er die musikalischen Matineen im Münchner Volkstheater. Ab 1916 wirkte er als Pianist ausschließlich als Begleiter. Von 1919 bis 1931 begleitete er die Konzertauftritte des Geigers Fritz Kreisler, mit dem er zahlreiche Tourneen durch Europa, Kanada und 1923 durch Japan, China und Korea unternahm.
Von 1920 bis 1958 lebte Raucheisen in Berlin. Er begleitete Instrumentalisten wie die Geigerinnen Edith Lorand und Erika Morini sowie die Cellisten Gaspar Cassadó und Ludwig Hoelscher. Seit Beginn der 1920er Jahre war er auch Liedbegleiter vieler Sänger, darunter beispielsweise Herbert Alsen, Peter Anders, Hans Hotter, Frida Leider, Emmi Leisner, Sigrid Onégin, Erna Berger, Erna Sack, Elisabeth Schwarzkopf, Leo Slezak, Heinrich Schlusnus, Karl Schmitt-Walter, Wilhelm Strienz und Helge Rosvaenge. Als Neuerung galt seine Begleitung mit offenem Flügel, um eine bessere Klangverbindung zwischen Stimme und Instrument zu erreichen.
Ab 1933 strebte er eine umfassende Dokumentation des deutschsprachigen Liedes auf Schallplatte an, für die ihm ab 1940 als Leiter der Abteilung „Lied und Kammermusik“ am Berliner Rundfunk die dortigen Studios zur Verfügung standen. 1936 rief er in der Zeitschrift Die Musik-Woche zur Wahl von Adolf Hitler am 20. März auf. Am 20. April desselben Jahres ernannte Hitler ihn zum Professor. Seit 1940 war Raucheisen Leiter der Abteilung „Kammermusik“ beim Deutschlandsender und ab 1942 zusätzlich Leiter der Gruppe Musikalische Solisten beim Reichsrundfunk. Zusammen mit dem Geiger Váša Příhoda und dem Cellisten Paul Grümmer gründete er 1942 das Meistertrio. In der Endphase des Zweiten Weltkriegs nahm ihn Hitler im August 1944 in die Gottbegnadeten-Liste der wichtigsten Pianisten auf, was ihn vor einem Kriegseinsatz bewahrte.

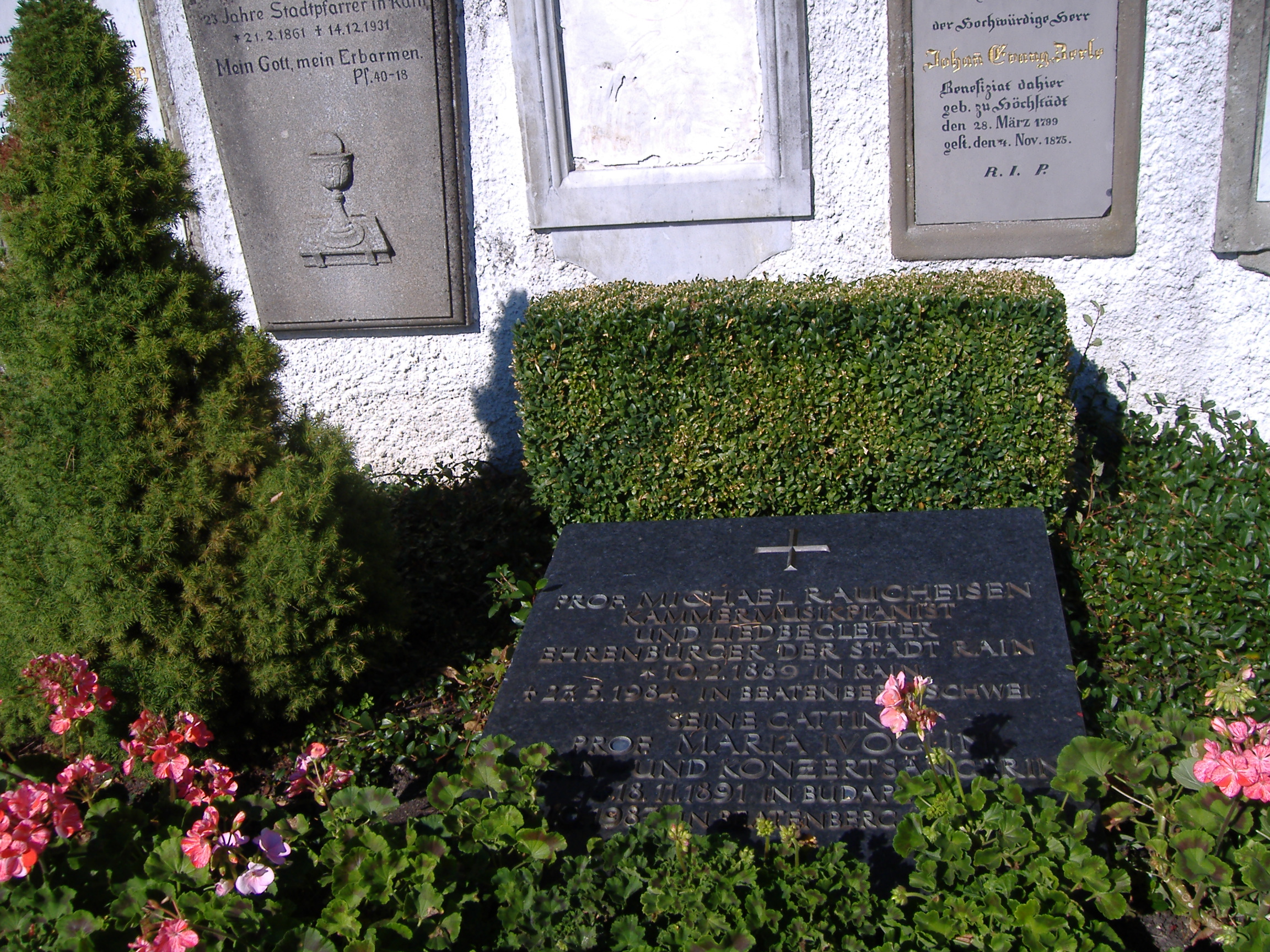
Grabstätte von Michael Raucheisen und seiner Frau auf dem Städtischen Friedhof Rain

Nach dem Krieg hatte Raucheisen wegen seiner vielfältigen Verquickungen mit dem Nazi-Regime einige Jahre Berufsverbot und trat auch später selten öffentlich auf. Ab 1950 wirkte er in Berlin als Professor an der Hochschule für Musik und als Liedbegleiter, bis er sich 1958 nach einer Tournee mit Elisabeth Schwarzkopf ins Privatleben zurückzog und mit seiner Frau in die Schweiz übersiedelte.  Aus Anlass seines 95. Geburtstages wurde ihm am 10. Januar 1984 die Ehrenbürgerschaft der Stadt Rain verliehen. 
Michael Raucheisen und seine drei Jahre nach ihm verstorbene Frau wurden auf dem Städtischen Friedhof Rain bestattet.

### Privates
Michael Raucheisen war dreimal verheiratet. Seine erste Frau wurde von 1929 bis 1932 Hedwig Schwalm (1899–1945), Tochter des Komponisten und Verlegers Oskar Schwalm. Das Paar hatte den Sohn Oskar Erhard Raucheisen (1931–2006). Im Juni 1932 heiratete er in White Plains (New York) die amerikanischen Sopranistin Marion Talley (1906–1983). Die Ehe wurde bereits im Januar 1933 wieder geschieden. Im Juli 1933 ehelichte er in Andechs die Sängerin Maria Ivogün.

## Tondokumente
1921 erfolgten erste Aufnahmen zusammen mit dem Geiger Andreas Weißgerber für Odeon. Später wirkte Raucheisen als Klavierbegleiter für Aufnahmen bei verschiedenen bekannten Plattenlabeln: ab 1924 bei Deutsche Grammophon, ab 1925 bei Parlophon, ab 1926 bei Electrola und ab 1933 bei Telefunken. Daneben machte er auch Kammermusik-Aufnahmen: die Frühlingssonate (Ludwig van Beethoven) und die Violinsonate Nr. 2 von Johannes Brahms mit Edith Lorand bei Parlophon, das Forellenquintett (Franz Schubert) mit der Kammermusikvereinigung der Berliner Philharmoniker bei Odeon oder das Trio Nr. 2, KV 504 (Wolfgang Amadeus Mozart) mit der Münchner Kammermusik-Vereinigung bei Deutsche Grammophon.
Von seinem Rundfunkprojekt Lied der Welt wurden zunächst von 1984 bis 1988 fünfzehn Folgen auf Langspielplatten veröffentlicht (Lieder in dokumentarischen Aufnahmen bei Acanta). 2005 folgte die 66 CDs umfassende Box Michael Raucheisen – Der Mann am Klavier. Sie umfasst bei einer Spielzeit von knapp 62 Stunden 1.165 Lieder von 35 Komponisten mit 57 Interpreten; daneben gibt es in Archiven oder auf anderen Veröffentlichungen noch weitere Liedaufnahmen mit Raucheisen.